# Castelar
Castelar es una ciudad del oeste del Gran Buenos Aires en la provincia de Buenos Aires, Argentina. Es la segunda localidad más poblada del partido de Morón, y se encuentra ubicada al oeste del mismo.

## Toponimia
Estanislao Zeballos propuso llamar Castelar a la estación de FF.CC. como homenaje al escritor y político español Emilio Castelar.

## Historia

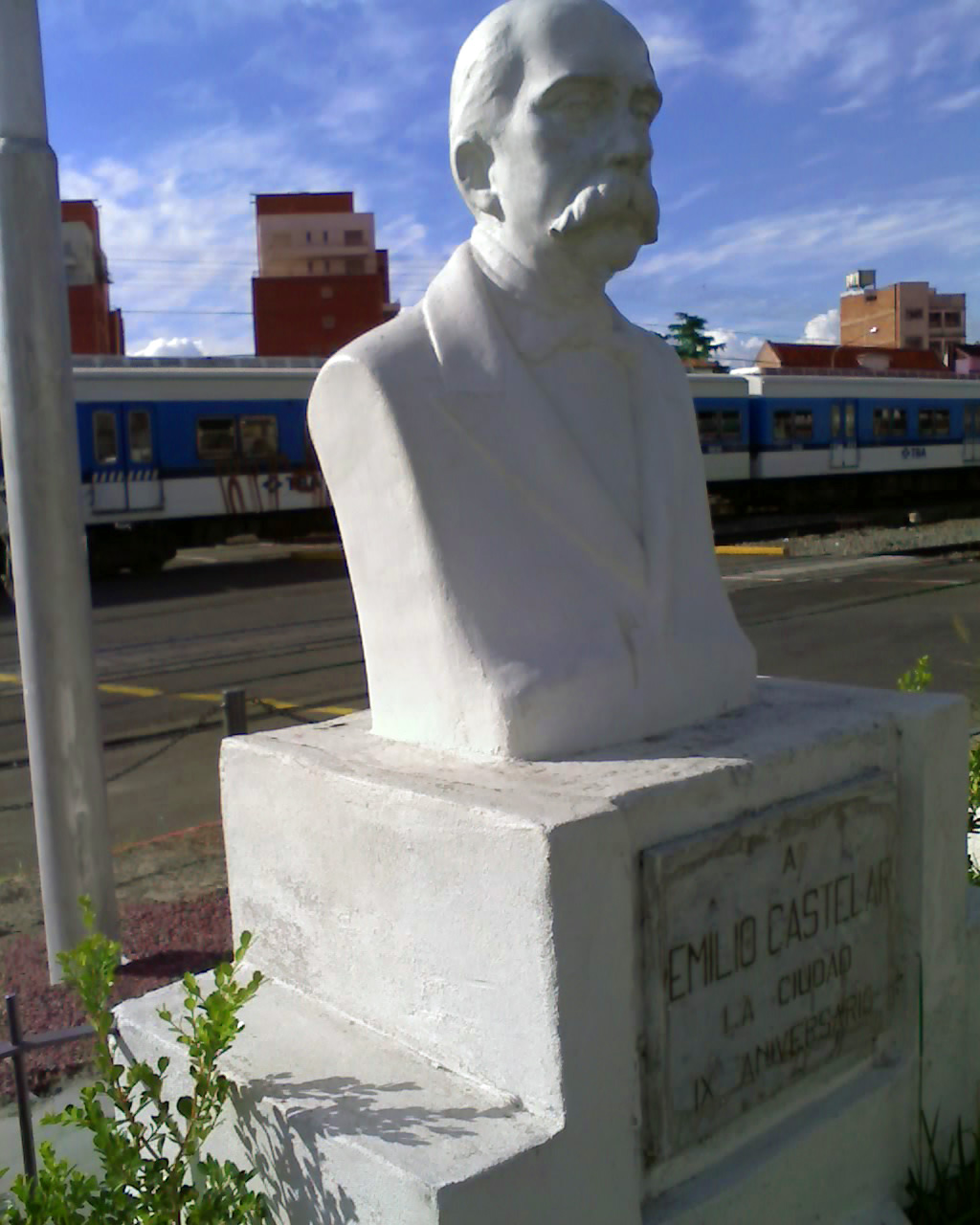
Busto de Emilio Castelar frente a la estación Castelar, sobre la avenida Rivadavia. Detrás, el Ferrocarril Sarmiento.

El primer dueño de las tierras que hoy ocupa Castelar fue Mateo Sánchez, quien recibió un rectángulo de tierra recostado sobre el arroyo Morón ―en la zona conocida en ese entonces como Cañada de Ruiz― por orden del gobernador Juan Ramírez de Velasco. Sorprendentemente, los límites de aquel terreno casi reproducen los bordes actuales de la ciudad. En 1610 las tierras sufrieron su primer cambio de manos, al venderlas Mateo Sánchez al capitán Francisco Romero de Santa Cruz.[cita requerida] El lote siguió en manos de los descendientes de Romero hasta que en 1673 las adquirió Sebastián de Gilles, tras lo cual comenzó un lento proceso de fragmentación de la tierra.
En 1835 el partido de Morón se subdividió en 2 cuarteles (unidades bajo el mando de alcaldes que auxiliaban al juez de paz del partido), pudiendo reconocerse este cuartel como el antecedente más remoto de Castelar e Ituzaingó. Años más tarde, el gobernador Juan Manuel de Rosas ordenó ocupar estas tierras que pertenecían a terratenientes unitarios, que pasaron a ser usados para la caballeriza del ejército federal. Existen dos versiones sobre cuál fue la primera urbanización de lo que hoy es Castelar: la primera asegura que fue un loteo unos kilómetros más al sur de la actual estación, fomentado por la llegada del ferrocarril; la otra indica que se produjo en Loma Verde, en la otra punta de la localidad y como extensión de la creciente localidad de Morón.

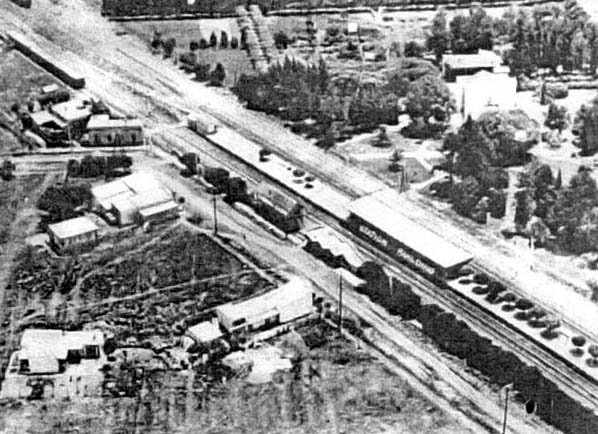
Estación Castelar a principios del.

Previo a la llegada del ferrocarril existía un paraje denominado Loma Verde, ubicado entre Morón y Puente Márquez. El paisaje era el de una colina suave y arbolada, por lo que algunas familias porteñas resolvieron erigir sus casas de veraneo allí. El 20 de diciembre de 1913 llegó al apeadero Kilómetro 22 el primer ferrocarril, en lo que luego se transformaría en la estación de ferrocarril Castelar. En el lugar ya existía una escuela, y de a poco fueron llegando las comodidades que indicaban el avance del poblado, como el alumbrado público (1926) y el templo católico (1932). En 1971 Castelar superó los 70.000 habitantes y fue declarada ciudad.

### El Castelar rural
Primer caserío de Castelar
Según diversas fuentes, pudo estar en Loma Verde, al norte del actual Castelar, al oeste del camino al paso Morales.
La carta topográfíca de Carlos Chapeaurouge
Compuesta hacia 1888, indica a Morón e Ituzaingó como localidades del partido. El espacio entre ambas figura como zona rural y carece de nombre. El único sector cuadriculado en manzanas se hallaba al norte, a varias cuadras del camino al paso Morales. Además, al oeste del camino había una formación vegetal del tipo monte. Aparentemente, era una prolongación del norte de Morón. El resto de la superficie del actual Castelar se subdividía en propiedades rurales. Algunas eran chacras y otras, casas de campo. Pueden mencionarse entre sus propietarios a Isaac L. de Maison (2 propiedades), Santiago Losa, C. Marenco, Agustín Silveyra y Jean Seré, del lado sur, y Juan Kook, Díaz Bartoli, Isnardi, (actual zona de Parque Ayerza), Federico Figueras, y Fermín Rodríguez.
Las quintas
A fines del siglo XIX y comienzos del XX, hubo cambios y la propiedad de las tierras, y surgieron nuevas casas de campo, o "quintas". Fueron adquiridas por familias de Buenos Aires, como lugar de descanso de fin de semana, y pueden citarse a Ataliva Roca, hermano del presidente Julio A. Roca, Julio A. Roca, Estanislao Zeballos, diplomático e intelectual, o Lertora, director del FCO.
Las quintas más conocidas eran Villa Eduarda (al noroeste de la estación de tren Castelar), La Carolina (Castelar sur, en torno a la actual plaza Belgrano), La Elvira (al sur de la citada estación), Quinta de Brea, Monte Rufino, San Antonio, Los yuyos, Victoria Farm (propiedad de Estanislao Zeballos, al sur de Castelar, entre las actuales avenidas Zeballos y Figueroa Alcorta), El Águila, Las cinco torres (sobre la actual calle Arias), Ayerza (en Castelar norte), San José, Los Aromos, Quinta de Lértora y Quinta de Canale.
La quinta de Estanislao Zeballos, "Victoria Farm", fue visitada por la infanta Isabel de Borbón, en mayo de 1910. Fue acompañada por el presidente José Figueroa Alcorta, durante la celebración del centenario de la Revolución de Mayo.
La quinta Ayerza surgió de la compra de una propiedad en 1895, por esta familia de Buenos Aires, por motivos familiares. En esa fecha ya existía la residencia de estilo neoclásico francés, que luego sería conocida como "Castillo Ayerza". Dicha casa de campo fue lugar de descanso de esta familia de médicos de Buenos Aires, hasta 1950, cuando vendieron y comenzó el loteo. Como resultado, se formó un barrio de chalets de estilo californiano, conocido como Parque Ayerza. El Castillo se conserva, con reformas, como parte del Instituto Inmaculada.
Economía y sociedad

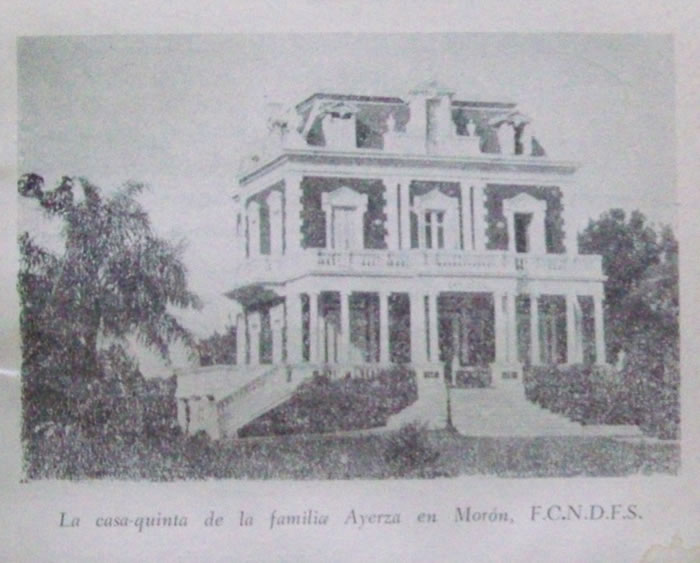
Residencia de la Familia Ayerza, Castelar

La zona era básicamente rural hasta comienzos del siglo XX. Había cultivos de hortalizas, y ganado vacuno y ovino. Según el censo nacional de 1914, la población del cuartel 5, correspondiente en modo aproximado a Castelar, era de 2.486 habitantes. Un 38 % eran extranjeros, en su mayoría europeos.
La Carta topográfica de 1913
Confeccionada por el Instituto Geográfico Militar, muestra la estación Castelar, del Ferrocarril Oeste, y la zona tiene ahora el nombre de “Zeballos.” La única zona cuadriculada seguía siendo la del noreste, cerca del arroyo. Junto al camino de Morales figura "El Mirasol". Del lado sur, la quinta La Carolina, llegaba hasta la actual Avenida Zeballos.
Apeadero del Ferrocarril Oeste

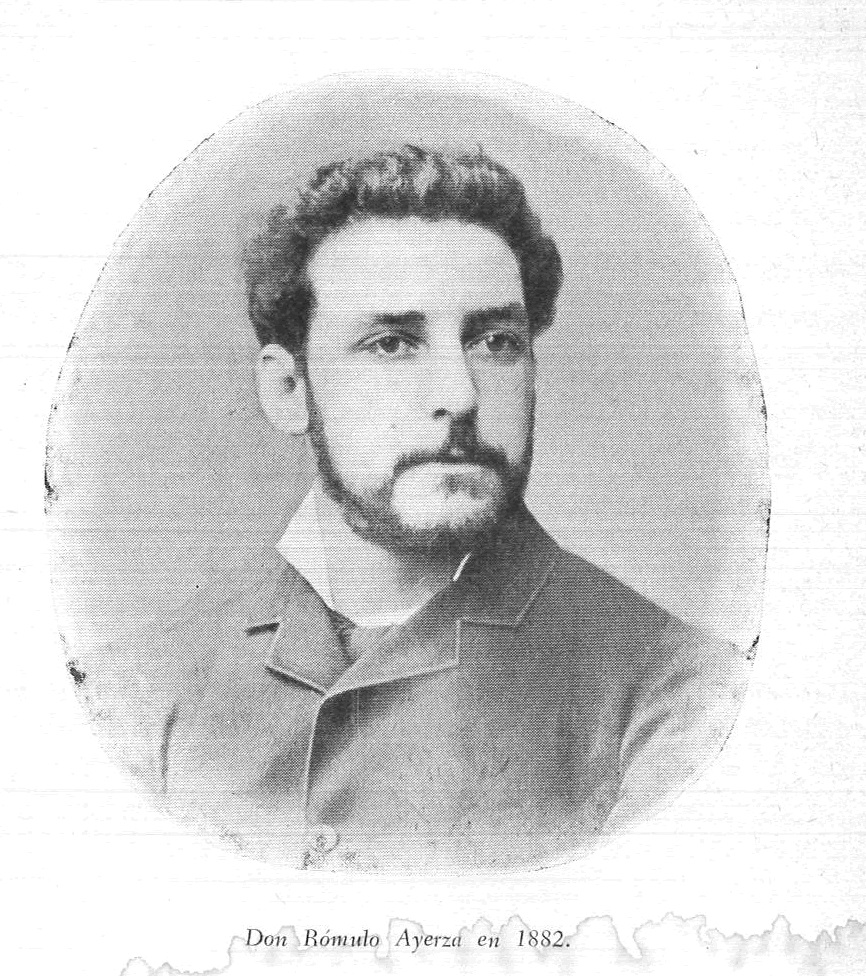
Rómulo Ayerza

La línea del Ferrocarril Oeste llegaba a Moreno, desde 1860. Las estaciones más cercanas eran Morón e Ituzaingó. De todos modos, la empresa instaló un apeadero a fines del siglo XIX en la zona del actual Castelar.

### El Castelar urbano
La urbanización de Castelar está enmarcada en la formación del Gran Buenos Aires, desde 1930. En Castelar se dio ante todo en las décadas de 1940 y 1950. Fue impulsada, como en el resto de la región, por las migraciones internas, desde otras localidades de la provincia de Buenos Aires, y las demás provincias.
El 15 de diciembre de 1971 se firmó el Decreto Ley que declaró ciudad a Castelar. Las gestiones fueron iniciadas por el vecino César Jaimes, quien había fundado el periódico Nueva Ciudad, con el propósito de alcanzar este objetivo. En 1970, Castelar tenía más de 80.000 habitantes.
Las tradicionales casas de campo fueron subdivididas, y vendidas en lotes por empresas inmobiliarias. Como resultado, surgieron barrios residenciales en aquellos espacios.
El sector rural disminuyó constantemente, hasta desaparecer. El único espacio verde remanente fue la Base Aérea, al sur de Castelar.
El perfil urbano consolidado fue el de una zona residencial, con el tipo de vivienda de chalet californiano. El sector industrial, pequeño, tendió a ubicarse en zonas marginales.
Creación de la estación de tren, 1913
La empresa FCO (Ferrocarril Domingo Faustino Sarmiento) decidió crear en diciembre de 1913 una nueva estación en el punto del apeadero. Su nombre inicial fue “kilómetro 22”. Luego, una comisión de vecinos propuso darle el nombre de Zeballos, por el prestigioso hombre público que tenía una quinta al sur de la zona. Estanislao Zeballos sugirió que se le diese el nombre de Castelar, por el político y escritor liberal español Emilio Castelar y Ripoll. Fue adoptado el día 20.
La estación impulsó el crecimiento de la zona circundante. Siguió la electrificación del ferrocarril, desde el 1 de mayo de 1923.
Aviación
Se estableció en 1920 la Escuela Italo-Argentina de aviación. Fue resultado de las gestiones de la misión de la aviación italiana. Su campo de aviación estaba a pocas cuadras al norte de la estación de ferrocarril, entre la actual calle Arias y la línea del ferrocarril. En 1925, el Centro de Aviación Civil arrendó las instalaciones, y pasó a ser Escuela de Aviación Civil de Castelar. Permaneció allí hasta 1929, cuando se decidió su trasladado a Quilmes. En estas escuelas se formaron pilotos, como el teniente Antonio Locatelli.
Desde entonces, las actividades aeronáuticas se cumplieron al sur de Castelar, entonces una zona rural y casi despoblada. Allí se instaló el aeropuerto Presidente Rivadavia, que tenía entrada por la actual calle Santa María de Oro. Era usado con fines militares, comerciales y deportivos. Estaba allí el Aeroclub Argentino, hasta su traslado, y las instalaciones de Pan American Airways. La aviadora Carola Lorenzini voló desde este aeródromo. Después de su trágica muerte allí, las actividades deportivas concluyeron en 1942, y los vuelos comerciales en 1950, cuando se concentró el aeropuerto en las funciones militares. En efecto, el gobierno había dispuesto la construcción del aeropuerto internacional Pistarini, en Ezeiza, inaugurado en 1949.
Sociedad Fomento de Castelar y Biblioteca Popular 9 de Julio (1924)
Se fundó el 8 de junio de 1924. Promovió la instalación de alumbrado y la pavimentación de 74 cuadras en el centro de Castelar desde 1930. Fundó una biblioteca popular y una sala de primeros auxilios. Organizó además el primer equipo de bomberos voluntarios, con la adquisición de una autobomba. Desde 1930, publica un periódico zonal, "La Voz de Castelar".  Actualmente funciona el Centro Asistencia Dr. Ángel Bó, en homenaje a un prestigioso médico que durante décadas prestó sus servicios de manera gratuita. Además funciona el Centro Cultural Almafuerte, donde funcionan los más diversos talleres. El Centro Cultural está compuesto por 4 salones: Salvador Galup (Artista Plástico), Bartolomé Hidalgo (Poeta), Alberto Luis Ponzo (Escritor) y Dante Morando (Publicista). También funciona el Teatro La Salita. En la Biblioteca Popular 9 de julio (Integra la Sociedad Fomento de Castelar) tiene desde 2016 una Sala de Teatro y Exposiciones.  Su sala de Lectura lleva el nombre de Salvador Pedro Ventura Xargay, y el espacio de arte Alberto Balietti.
Intendencia de Rafael Amato
Intendente conservador, de 1934 a 1940, realizó obras públicas en Castelar. Entre ellas, la pavimentación de calles del área central y la creación de la escuela n.º 7 «Tomás Espora». Fue homenajeado con un banquete en la quinta Zeballos, por comerciantes y vecinos, en 1938.
Intendencia de César Albistur Villegas
Intendente peronista, de 1947 a 1955. Durante su gestión se inauguró la primera plaza de Castelar, Manuel Belgrano, cerca de la delegación policial.
Sociedad y economía
Castelar tuvo un crecimiento demográfico ascendente en el siglo XIX. Un factor influyente fue la instalación de la estación ferroviaria, en 1913. Sin embargo, los datos estadísticos y los informes de vecinos ubican la mayor tasa de crecimiento hacia las décadas de 1940 y 1950, en el marco de las migraciones internas y la conformación del Gran Buenos Aires. En efecto, Entre 1938 y 1960, la población de Castelar tuvo una tasa de crecimiento anual del 87 %. Desde entonces, el sector ruralizado se redujo en forma constante, y hacia 1990 la superficie de la localidad podía considerarse totalmente ocupada, si se exceptúa el predio de la base aérea.

## Ubicación
Limita al norte con la Autopista Acceso Oeste, al este con Cañada de Juan Ruíz, Moisés Lébenson, Bernardo de Irigoyen, Fray J. Santa María de Oro, Gobernador Uriarte y Av. Pierrestegui, al oeste con Blas Parera y Santa Rosa y al Sur Oeste con Hortiguera. Las localidades que limitan con Castelar son Morón, Haedo, El Palomar, Villa Tesei, Villa Udaondo, Ituzaingó, Libertad y Rafael Castillo.
Es la única localidad del Municipio de Morón limítrofe con el Partido de Ituzaingó y con el Partido de Merlo y la única a su vez en limitar con cuatro partidos ya que también limita con el partido de Hurlingham y con el de  La Matanza por breves cuadras.

## Población
Contaba con 107,787 habitantes (Indec, 2010), lo que la sitúa como la localidad más poblada del partido de Morón.
Hombres: 51.374
Mujeres: 56.412[cita requerida]

## Economía
La fábrica de vehículos eléctricos Sero Electric se encuentra en Castelar.

## Deportes
En la parte sur de Castelar se ubican dos espacios municipales para la actividad deportiva: el polideportivo municipal Gorki Grana y el Parque Deportivo y Recreativo Natural.
Además, el Gorki Grana también entrenan Centro Español, y Castelar FC, dos equipos del municipio de Morón
En la zona, el equipo más popular es el Club Deportivo Morón, pero este se encuentra en la ciudad de Morón. En Castelar se encuentra un equipo amateur con el nombre de la ciudad: Castelar FC. Este juega en la Liga Lujanense de Fútbol, una liga regional que se encuentra en el quinto nivel de las categorías de futbol argentino masculino. Castelar FC esta indirectamente afiliado en la AFA, y es totalmete amateur.
Hay que recordar también que Centro Español no se ubica en la ciudad de Castelar, sino que está en la ciudad de Villa Sarmiento, ubicada en el Partido de Morón. Además, Centro Español esta directamente afiliado en la AFA, y disputa el campeonato de Primera C. Además, este es semiprofesional.

## Religión
La localidad pertenece a la Diócesis de Morón de la Iglesia católica. Algunas parroquias son Nuestra Señora del Rosario de Pompeya, Nuestra Señora de Fátima, San Miguel Arcángel, Santa Magdalena Sofía Barat, Nuestra Señora de Luján y Santa Rosa de Lima.

## Medios
La ciudad de Castelar cuenta con varios medios de comunicación que en su mayoría se dedican a la difusión de las noticias, hechos y acontecimientos de la región. El más significativo por su edad es La Voz de Castelar que se comenzó a editar en 1930 y es el órgano de difusión de la Sociedad Fomento de Castelar y Biblioteca Popular 9 de julio. Otro medio destacado es la FM En Tránsito, una radio cooperativa que emite desde 1986 y se la puede escuchar en el 93.9 del dial. Otra radio significativa es la Huayra Quimbal,  es una radio escolar comunitaria que transmite desde el CENS 454 de Castelar Sur. Con el crecimiento de Internet aparecieron varios medios digitales pero el más importante de la zona es Castelar Digital que en 2019 cumplió 15 años En línea y difunde entrevistas, historias y anécdotas de vecinos y figuras de la cultura, el deporte, el arte, etc. Castelar además cuenta con una señal de televisión abierta, TVA Canal 5 de Castelar que transmite desde la calle España.

### General
- Lacoste, Alberto César (1985). Morón, 200 años, sus historiadores. Morón: Autores Asociados.

- Lacoste, Alberto César (1987). Biografías del Morón sin tiempo. Morón: Autores Asociados.

### Castelar
- Jaimes, César (1972). Reseña para la historia de Castelar. Castelar: Nueva Ciudad.

- Descubriendo Castelar. Castelar, s.n. 1996.

- 10 testimonios sobre la historia de Castelar. Castelar, Sociedad Fomento de Castelar. 1990.

- «Castelar». Partido de Morón, una pujante realidad. Morón: Municipalidad de Morón. 1981.